# Kali feroxalat
Kali sắt(II) oxalat, còn gọi là Kali ferrooxalat, là một muối kép của kali và sắt trong đó nguyên tử sắt có số oxy hóa +2. Công thức hóa học là {\displaystyle {\ce {K2[Fe(C2O4)2]}}}. Kali ferrooxalat thường có màu vàng, đôi khi có màu hơi đỏ. Kali ferrooxalat được tạo thành khi kali ferrioxalat bị phân hủy bởi khi có tia cực tím (UV) rọi vào trong dung dịch của nó hoặc khi đun nóng trên 296 °C. Nếu phân tử ngậm nước, nước sẽ bị mất dần khi nhiệt độ vượt quá 200 °C.

## Một số phản ứng hóa học

### Phản ứng 1[1]
| 2{\displaystyle {\ce {->[UV]}}} 2+ + 2 |
| -------------------------------------- |

### Phản ứng 2[2]
| + 2{\displaystyle {\ce {->}}}+ |
| ------------------------------ |